# Josef Ackermann
Josef Ackermann (nacido el 7 de febrero de 1948 en Walenstadt en el Cantón de San Galo) es un banquero suizo y fue director ejecutivo del Deutsche Bank.
Josef Ackermann comenzó su carrera profesional en 1977 en la Credit Suisse, antigua SKA, donde ocupó diversos cargos en la banca de empresas, cambio, mercados monetarios y del tesoro, banco de inversión y servicios multinacionales. Trabajó en Londres y Nueva York, así como en varias sedes en Suiza. Entre 1993 y 1996, actuó como Presidente del Consejo Ejecutivo de la SKA, después de su nombramiento para el consejo en 1990. Josef Ackermann se unió a Deutsche Bank como miembro del Consejo de Administración en 1996, donde fue responsable de la división del banco de inversión. El 22 de mayo de 2002, Josef Ackermann fue nombrado portavoz del Consejo de Administración. El 1 de febrero de 2006, fue nombrado Presidente del Consejo de Administración. Ackermann firmó, a finales de 2009, para continuar como presidente ejecutivo del Deutsche Bank por más tres años hasta 2013.
Ackermann está graduado por la Universidad de San Galo (HSG).

## Otras responsabilidades
- Segundo vicepresidente de la Siemens AG
- Director No Ejecutivo de la Shell
- Profesor invitado de Finanzas en la London School of Economics
- Profesor invitado en la Universidad Johann Wolfgang Goethe
- Presidente del consejo de administración del St. Gallen Symposium para estudios internacionales
- Presidente del Consejo de Patronos del Instituto para los Asuntos de Cultura Corporativa en Frankfurt
- Presidente del Consejo de Administración del Instituto de Finanzas Internacionales

De acuerdo con el Financial Times (Alemania), Ackermann ganó 9,4 millones de euros en 2009 y 8,8 millones en 2010.